# Capuluapan de las Aguas
Capuluapan de las Aguas är en ort i Mexiko.   Den ligger i kommunen Ixtacamaxtitlán och delstaten Puebla, i den sydöstra delen av landet, 140 km öster om huvudstaden Mexico City. Capuluapan de las Aguas ligger 2 720 meter över havet och antalet invånare är 230.
Terrängen runt Capuluapan de las Aguas är huvudsakligen kuperad, men västerut är den bergig. Terrängen runt Capuluapan de las Aguas sluttar norrut. Runt Capuluapan de las Aguas är det ganska tätbefolkat, med 65 invånare per kvadratkilometer. Närmaste större samhälle är Libres, 14,5 km sydost om Capuluapan de las Aguas. I omgivningarna runt Capuluapan de las Aguas växer huvudsakligen savannskog.